# KV33
Situé dans la vallée des Rois, dans la nécropole thébaine sur la rive ouest du Nil face à Louxor en Égypte, KV 33 est le tombeau d'un inconnu. Il n'a jamais été totalement déblayé.